# Pierre Pican
Pierre Auguste Gratien Pican SDB (* 27. Februar 1935 in Granville, Département Manche; † 23. Juli 2018) war ein französischer Ordenspriester und römisch-katholischer Bischof.

## Leben
Pierre Pican trat der Ordensgemeinschaft der Salesianer Don Boscos bei. Nach dem Noviziat in Dormans legte er am 4. September 1955 die erste Profess ab. Am 24. April 1966 empfing er nach seiner philosophischen und theologischen Ausbildung die Priesterweihe. Er arbeitete zunächst zwei Jahre am Gymnasium von Caen, ging dann 1968 in den Libanon, um eine französisch-libanesische Schule zu leiten. Außerdem war er Pfarrvikar in Beirut. 1971 kehrte er nach Frankreich zurück. Dort wurde er verantwortlich für das technische Gymnasium am Institut Lemonnier. Von 1975 bis 1981 war er Provinzial der französischen Provinz der Salesianer Don Boscos. Anschließend wurde er Direktor des Instituts Lemonnier.
Am 10. März 1988 wurde er durch Papst Johannes Paul II. zum Koadjutor des Bischofs von Bayeux und Lisieux ernannt. Die Bischofsweihe erfolgte am 17. April 1988 in der Kathedrale von Bayeux durch Bischof von Bayeux Jean Badré. Am 21. November desselben Jahres folgte er dem dortigen Bischof im Amt nach.
Im September 2001 wurde er zu drei Monaten Gefängnis auf Bewährung verurteilt, weil er sexuellen Missbrauch an Kindern durch den Diözesanpriester René Bissey unter Berufung auf das Beichtgeheimnis, das in Frankreich nicht von der Anzeigepflicht bei Straftaten an Kindern entband, nicht angezeigt hatte. Er erklärte im Prozess, dass er auch heute wieder so handeln würde. Dies war in Europa das erste Mal, dass ein Bischof dafür verurteilt wurde. Im April 2010 wurde ein Brief vom September 2001 bekannt, in dem der Präfekt der Kongregation für den Klerus, Kardinal Darío Castrillón Hoyos, Pican dankte, dass er „das Gefängnis dem Verrat an einem Priesterbruder vorgezogen“ habe. Vatikan-Sprecher Lombardi distanzierte sich vom Inhalt dieses Briefes und machte Uneinigkeiten innerhalb der Kleruskongregation sowie zwischen Klerus- und Glaubenskongregation dafür verantwortlich. Vor 2001 seien die gemeldeten Fälle an die Kleruskongregation weitergeleitet worden, wo einige Verantwortliche die Auffassung vertreten hätten, dass sie nur nach dem Kirchenrecht verhandelt werden sollten. Dieser Missstand sei aber inzwischen abgestellt worden, indem die Fälle bei der Kongregation für die Glaubenslehre gebündelt wurden.
Am 12. März 2010 nahm Papst Benedikt XVI. sein aus Altersgründen mit der Vollendung des fünfundsiebzigsten Lebensjahres vorgebrachtes Rücktrittsgesuch an.